# Poilley
Poilley é uma comuna francesa na região administrativa da Normandia, no departamento Mancha. Estende-se por uma área de 12,75 km². Em 2010 a comuna tinha 952 habitantes (densidade: 74,7 hab./km²).